# Rudňany
Rudňany (Hongaars: Ötösbánya) is een Slowaakse gemeente in de regio Košice, en maakt deel uit van het district Spišská Nová Ves.
Rudňany telt 3.892 inwoners.